# Phytocoris juniperanus
Phytocoris juniperanus är en insektsart som beskrevs av Knight 1968. Phytocoris juniperanus ingår i släktet Phytocoris och familjen ängsskinnbaggar. Inga underarter finns listade i Catalogue of Life.